# ITF Istanbul
Das ITF Istanbul (bis 2019 offiziell: Istanbul Lale Cup, 2022: Edge Istanbul, 2023: W60 Istanbul) ist ein Tennisturnier der ITF Women’s World Tennis Tour, das in Istanbul ausgetragen wird.

## Siegerliste

### Einzel
| Jahr                   | Siegerin                                    | Finalgegnerin                               | Ergebnis                                    |                                             |
| ---------------------- | ------------------------------------------- | ------------------------------------------- | ------------------------------------------- | ------------------------------------------- |
| ↓ Kategorie: $50.000 ↓ |                                             |                                             |                                             |                                             |
| 2013                   | Donna Vekić                                 | Jelisaweta Kulitschkowa                     | 6:4, 7:64                                   |                                             |
| 2014                   | Denisa Allertová                            | Julija Bejhelsymer                          | 6:2, 6:3                                    |                                             |
| 2015                   | Shahar Peer                                 | Kristýna Plíšková                           | 1:6, 7:64, 7:5                              |                                             |
| 2016                   | Barbora Štefková                            | Anastassija Piwowarowa                      | 7:5, 2:6, 6:1                               |                                             |
| ↓ Kategorie: $60.000 ↓ |                                             |                                             |                                             |                                             |
| 2017                   | Başak Eraydın                               | Petra Krejsová                              | 6:3, 6:0                                    |                                             |
| 2018                   | Sabina Sharipova                            | Jelena Rybakina                             | 7:60, 6:4                                   |                                             |
| ↓ Kategorie: W60 ↓     |                                             |                                             |                                             |                                             |
| 2019                   | Witalija Djatschenko                        | Ankita Raina                                | 6:4, 6:0                                    |                                             |
| 2020                   | Aufgrund der COVID-19-Pandemie ausgefallen. | Aufgrund der COVID-19-Pandemie ausgefallen. | Aufgrund der COVID-19-Pandemie ausgefallen. | Aufgrund der COVID-19-Pandemie ausgefallen. |
| 2021                   | Aufgrund der COVID-19-Pandemie ausgefallen. | Aufgrund der COVID-19-Pandemie ausgefallen. | Aufgrund der COVID-19-Pandemie ausgefallen. | Aufgrund der COVID-19-Pandemie ausgefallen. |
| 2022                   | Diana Schneider                             | Nikola Bartůňková                           | 7:5, 7:5                                    |                                             |
| 2023                   | Irina Bara                                  | Berfu Cengiz                                | 62:7, 6:4, 6:1                              |                                             |

### Doppel
| Jahr                   | Siegerinnen                                 | Finalgegnerinnen                            | Ergebnis                                    |                                             |
| ---------------------- | ------------------------------------------- | ------------------------------------------- | ------------------------------------------- | ------------------------------------------- |
| ↓ Kategorie: $50.000 ↓ |                                             |                                             |                                             |                                             |
| 2013                   | Jekaterina Bytschkowa Nadija Kitschenok     | Başak Eraydın Aleksandrina Najdenowa        | 3:6, 6:2, [10:5]                            |                                             |
| 2014                   | Petra Krejsová Tereza Smitková              | Michaëlla Krajicek Aleksandra Krunić        | 1:6, 7:62, [11:9]                           |                                             |
| 2015                   | Ljudmyla Kitschenok Nadija Kitschenok       | Walentina Iwachnenko Polina Monowa          | 6:4, 6:3                                    |                                             |
| 2016                   | Nigina Abduraimova Barbora Štefková         | Walentina Iwachnenko Lidsija Marosawa       | 6:4, 1:6, [10:6]                            |                                             |
| ↓ Kategorie: $60.000 ↓ |                                             |                                             |                                             |                                             |
| 2017                   | Weronika Kudermetowa İpek Soylu             | Xenija Lykina Polina Monowa                 | 4:6, 7:5, [11:9]                            |                                             |
| 2018                   | Ayla Aksu Harriet Dart                      | Olga Doroschina Anastassija Potapowa        | 6:4, 7:63                                   |                                             |
| ↓ Kategorie: W60 ↓     |                                             |                                             |                                             |                                             |
| 2019                   | Marie Bouzková Rosalie van der Hoek         | Ilona Kramen Iryna Schymanowitsch           | 7:5, 6:72, [10:5]                           |                                             |
| 2020                   | Aufgrund der COVID-19-Pandemie ausgefallen. | Aufgrund der COVID-19-Pandemie ausgefallen. | Aufgrund der COVID-19-Pandemie ausgefallen. | Aufgrund der COVID-19-Pandemie ausgefallen. |
| 2021                   | Aufgrund der COVID-19-Pandemie ausgefallen. | Aufgrund der COVID-19-Pandemie ausgefallen. | Aufgrund der COVID-19-Pandemie ausgefallen. | Aufgrund der COVID-19-Pandemie ausgefallen. |
| 2022                   | Maja Chwalińska Jesika Malečková            | Berfu Cengiz Anastassija Tichonowa          | 2:6, 6:4, [10:7]                            |                                             |
| 2023                   | Dalila Jakupović Irina Chromatschowa        | Priscilla Hon Walerija Strachowa            | 7:63, 6:4                                   |                                             |

## Quelle
- ITF Homepage